# Casio G-Shock
G-Shock é uma marca de relógios da empresa Casio. É conhecido pela altíssima resistência à impactos e à vibrações fortes.  O primeiro G-Shock, modelo DW-5000C, foi lançado em 1983.
Esses relógios tem bateria de longa duração, são todos à prova d’água e projetados para suportar quedas de 10 metros de altura. A marca inclui linhas coloridas e edições especiais, tornando os relógios também itens de coleção.
A marca está ligada ao esporte, à moda, à música e à arte. Por isso atrai muitos fãs de diferentes tribos, como pessoas que gostam de skate, bike e esportes radicais. Simpatizantes que gostam da cultura urbana ligadas a diferentes aspectos. A Casio criou o evento  Shock the World, como forma de unir os amantes desta linha, para curtirem shows e performances.

## História

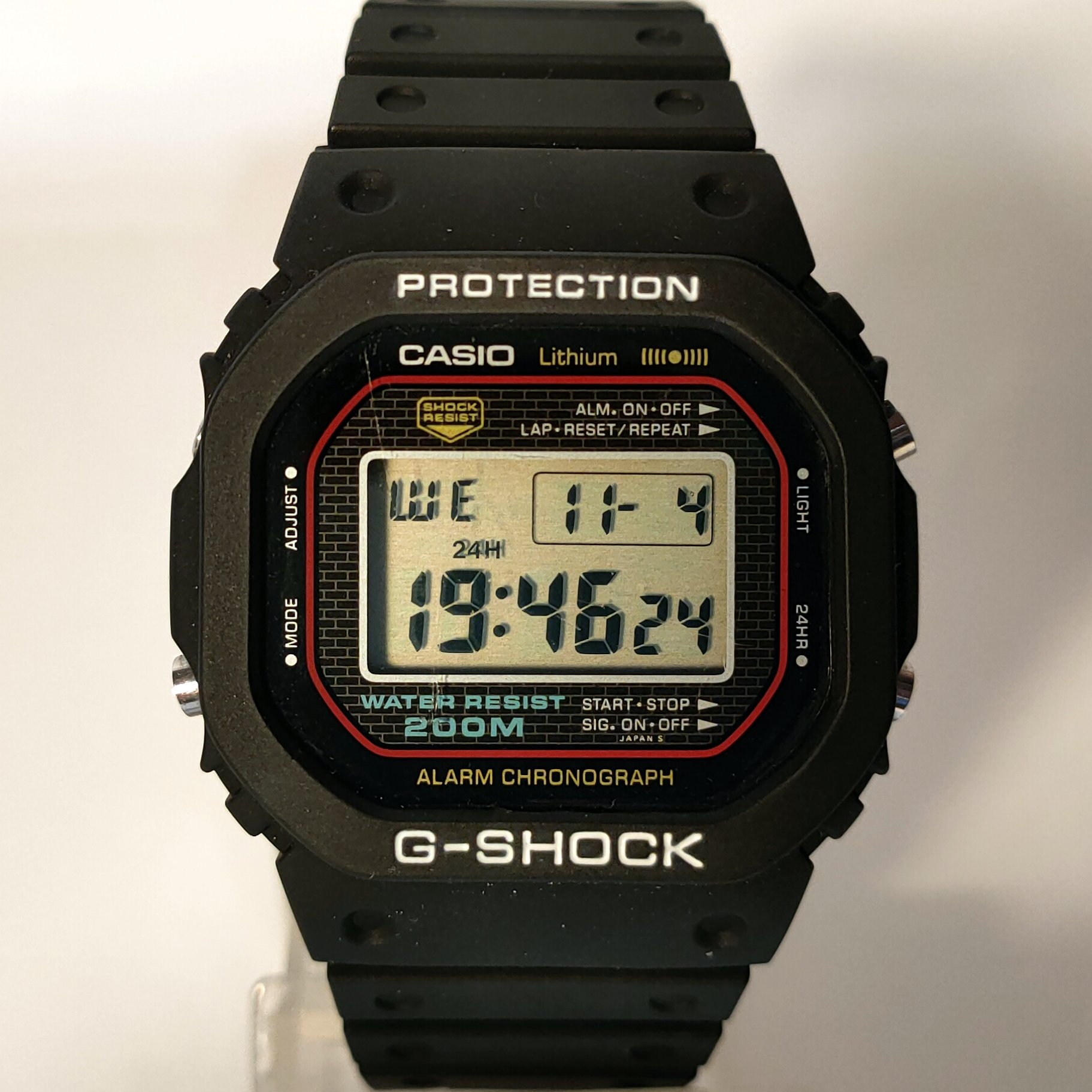
Modelo DW-5000C de 1983, primeiro lançamento

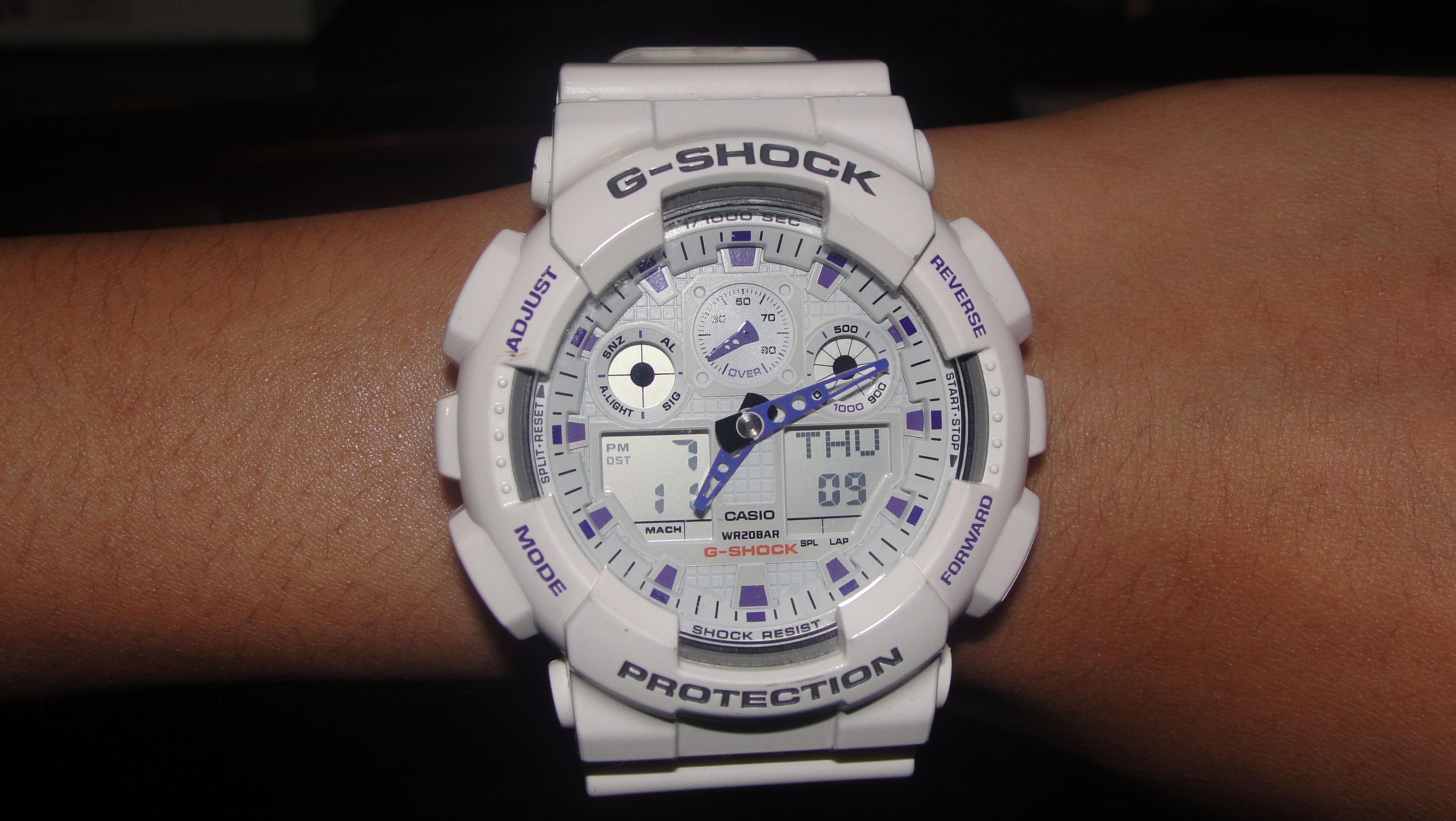
Clássico G-Shock branco GA100A-7A

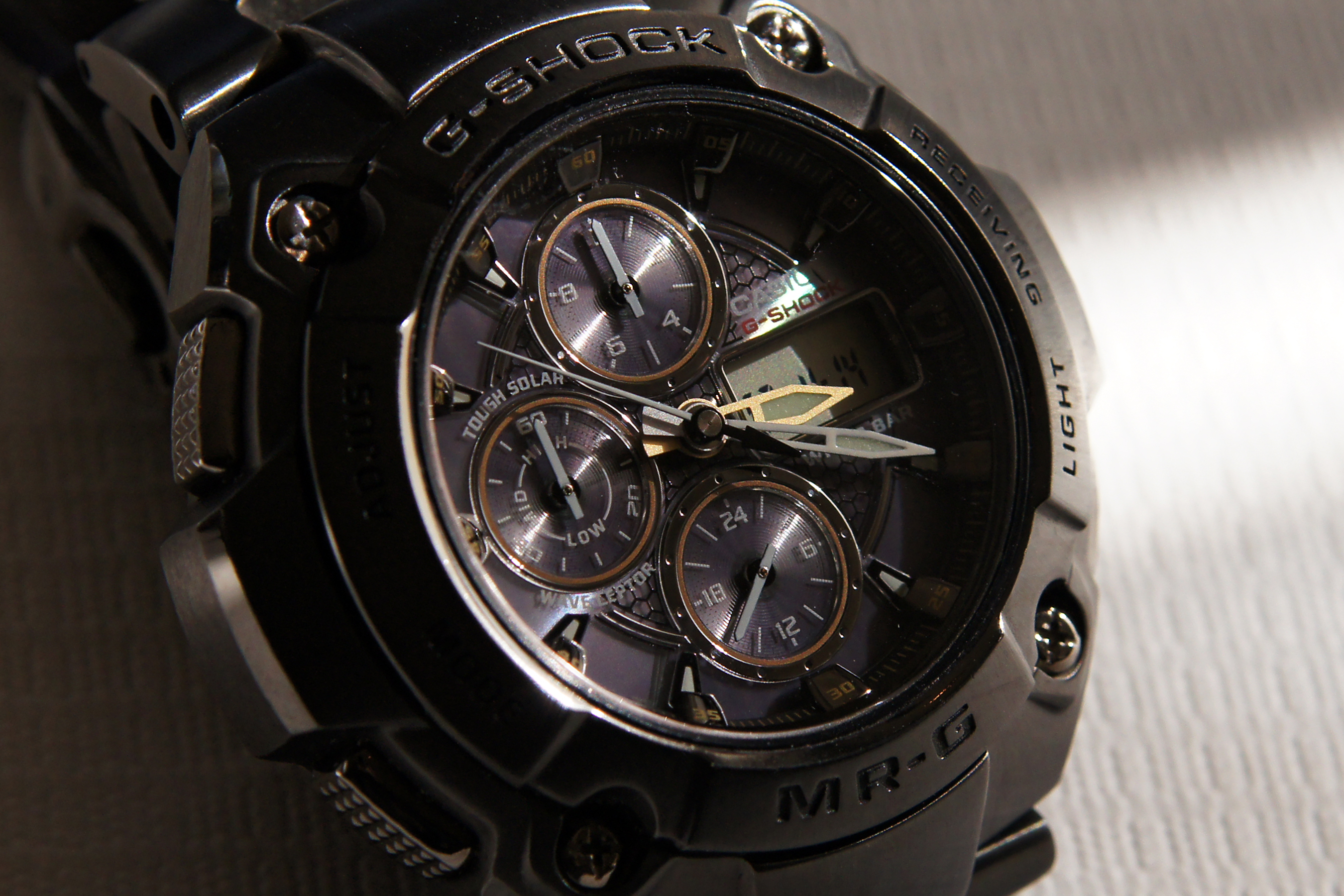
Casio G-SHOCK MR-G The G MRG-7100BJ-1AJF

Foi projetado pelo engenheiro Kikuo Ibe em /1981. Foram criados mais de 200 protótipos, um após o outro, em um período de cerca de dois anos até o lançamento oficial do modelo DW-5000 em abril de 1983, quando finalmente chegaram a  uma estrutura resistente a choques.
- 1983 - Primeiro G-Shock - DW-5000
- 1984 - Segundo G-Shock - WW-5300
- 1985 - Garra moldada com dois materiais diferentes - DW-5500
- 1987 - Primeira mudança no design do G- Shock - DW-5600C
- 1989 - Primeiro G- Shock analógico - AW-500
- 1990 - Primeiro design com três mostradores e primeiro revestimento em resina forte - DW-5900
- 1992 - Primeiro relógio equipado com sensor - DW-6100
- 1993 - Primeiro modelo da série MAN – Frogman DW-6300
- 1994 - Estrutura rígida e cores totalmente originais -DW-002
- 1994 - Primeiro modelo com Luz EL super clara  - DW-6600
- 1995 - Material em titânio – Frogman II - DW-8200
- 1996 - Revestimento de plástico com resina reforçada - DW-5600E
- 1998 - Primeiro modelo Tough Solar - DW-9300
- 2000 - Primeiro relógio controlado por rádio - GW-100
- 2002 - Modelo Tough Solar - G-5600
- 2003 - Tough Solar com registro de tempo controlado por rádio - GW-300 (20 anos de mercado)
- 2005 - Tough Solar com registro de tempo controlado por rádio - GW-5600
- 2007 - Modelo GS-1001
- 2008 – Tough Solar, Multibanda 5 (ajuste de horas por cinco antenas espalhadas pelo mundo) - GW-M5600
- 2009 – Tough Solar e Multibanda 6 (ajuste de horas por seis antenas espalhadas pelo mundo) - GW-6900
- 2010 – Gravity Defier - A prova de choque e a prova da força gravitacional - GW-3000BD
- 2013 - GW-9400 Rangeman - Primeiro G-Shock incorporando sensores triplos (sensor de pressão, sensor de temperatura e sensor de direção). Lançado em comemoração aos 30 anos de lançamento do modelo.
- 2016 - GPW-1000 Gravitymaster - Primeiro G-Shock com tecnologia de recepção de tempo GPS-híbrida
- 2016 - GWN-Q1000 Gulfmaster - Primeiro G-Shock com sensores quádruplos (sensor de pressão, sensor de temperatura, sensor de profundidade e sensor de direção)
- 2018 - GPR-B1000 Rangeman - Primeiro G-Shock com navegação GPS e tecnologia de exibição Memory-In-Pixel (MIP)
- 2023 - o modelo completa 40 anos de lançamento. Para isso foi lançado um modelo movido a energia solar com recursos de recepção de tempo Bluetooth chamado GA-B2100

## Diferenças entre Modelos
As atualizações frequentes do relógio geram muitos modelos com diferentes descrições:
| Modelo      | Solar | Cronômetro | Horas    | Alarmes | Hora também disponível em        | Outras características                             | Relógios                         |
| ----------- | ----- | ---------- | -------- | ------- | -------------------------------- | -------------------------------------------------- | -------------------------------- |
| Quadrados   |       |            |          |         |                                  |                                                    |                                  |
| 3160        | Sim   | → 24 h     | → 24 h   | 5       | Sem outros modelos               | Hora Mundo                                         | G-5600E                          |
| 2597        | Sim   | → 100 h    | → 100 h  | 5       | Timer, Alarme, Mundo             | Hora Mundo                                         | G-5600-1JF/G-5600-9*             |
| 2924        | Sim   | → 24 h     | → 60 min | 5       | Sem outros modelos               | Atomic, Hora Mundo, Somente dia ou data disponível | GW-5600                          |
| 1545        | Não   | → 24 h     | → 24 h   | 1       | Cronômetro, Timer                | Screwback (5025)                                   | DW5600E, DW5025D-8               |
| 3063        | Sim   | → 1 000 h  | → 60 min | 5       | Timer, Alarme                    | Atomic, Hora Mundo                                 | GW-M5600                         |
| 3159        | Sim   | → 24 h     | → 24 h   | 5       | Sem outros modelos               | Atomic, Hora Mundo, Screwback (5000)               | GWM5610B-1, GW-5000, GW-S5600    |
| 3151        | Não   | → 24 h     | → 24 h   | 3       | Sem outros modelos               | Maré, Lua, Hora Mundo                              | GLX5600-1                        |
| 3221        | Sim   | → 24 h     | → 24 h   | 5       | Sem outros modelos               | Hora Mundo                                         | GX56-1A                          |
| Master of G |       |            |          |         |                                  |                                                    |                                  |
| 3050        | Sim   | → 100 h    | → 60 min | 5       | Timer, Alarme                    | Atomic, Hora Mundo                                 | GW9000A Mudman                   |
| 3089        | Sim   | → 100 h    | → 60 min | 5       | Timer, Alarme                    | Atomic, Hora Mundo                                 | GW9100 Gulfman                   |
| 2422        | Sim   | → 24 h     | → 24 h   | 3       | Alarme, Local, Mergulho          | Local de mergulho, Tempo de mergulho               | GW200 Frogman                    |
| 4765        | Sim   | → 60 min   | → 60 min | 5       | Alarme, Mundo                    | Atomic                                             | AWG100-1A AWG101-1A AWG100BC-1AV |
| 3147        | Sim   | → 24 h     | → 24 h   | 5       | Cronômetro, Timer, Alarme, Mundo | Atomic, Alti/Baro, Hora Mundo                      | GW9200 Riseman                   |
| 3261        | Sim   | → 1 000 h  | → 24 h   | 5       | Cronômetro, Timer, Alarme        | Bússola, Temp, Hora Mundo                          | G-9300 (New) Mudman              |

## References
1. ↑  Levando a resistência até o limite - Casio G-Shock